# Гнатівці
Гна́тівці — село в Україні, у Лісовогринівецькій сільській територіальній громаді Хмельницького району Хмельницької області. Населення становить 411 осіб.

## Історія
25-26 вересня 1604 року в селі зупинялося українсько-польське військо яке 20 червня 1605 року захопило Москву.
Належало до Меджибізького ключа маєтків Сенявських, потім Чарторийських і до парафії костелу св. Трійці в Меджибожі. Наприкінці XVIII - на початку XIX ст. одну з частин села мав у посесії жидачівський хорунжий Мацей Журовський, який мешкав у Гнатівцях з дружиною Барбарою і донькою Теклею Журовською, руки якої у 1791 р. безуспішно просив національний герой Польщі і США Тадеуш Костюшко.
На початку 1800-х років частину Гнатівець отримав у посесію і оселився там Кароль Тадеуш Слава Гакеншміт (1758-1833), відомий медик польського походження XVIII - початку XIX ст., державний карантинний лікар Подільського воєводства часів Речі Посполитої, за часів Російської імперії також відомий лікар, який раніше практикував у Меджибожі, і якого Тадеуш Костюшко вважав своїм суперником у клопотах про руку Теклі Журовської та винуватцем своєї невдачі у намірах одружитися з нею. Мав у Меджибожі і Гнатівцях велику практику завдяки кільком європейським освітам, за словами Антонія Роллє лікуватися у Гакеншміта вважалося "ознакою доброго тону". Похований у Гнатівцях, на католицькому цвинтарі. Місце розташування могили невідоме.
У жовтні 2015 року в селі громадою УПЦ КП освячено храм на честь Казанської ікони Божої Матері.

## Відомі уродженці
З цього села походить український письменник Горбатюк Василь Іванович.

## Галерея

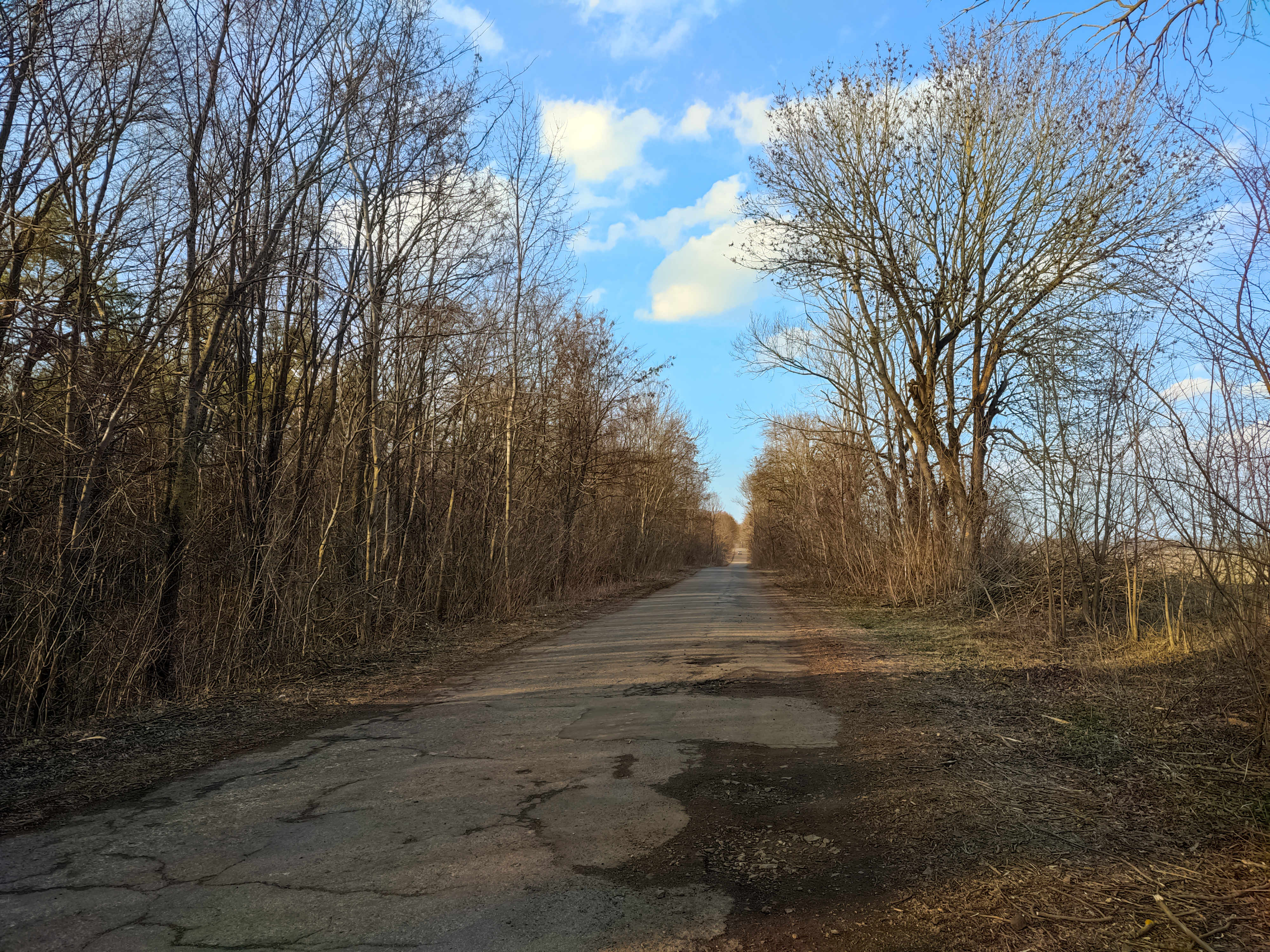
Дорога на Гнатівці
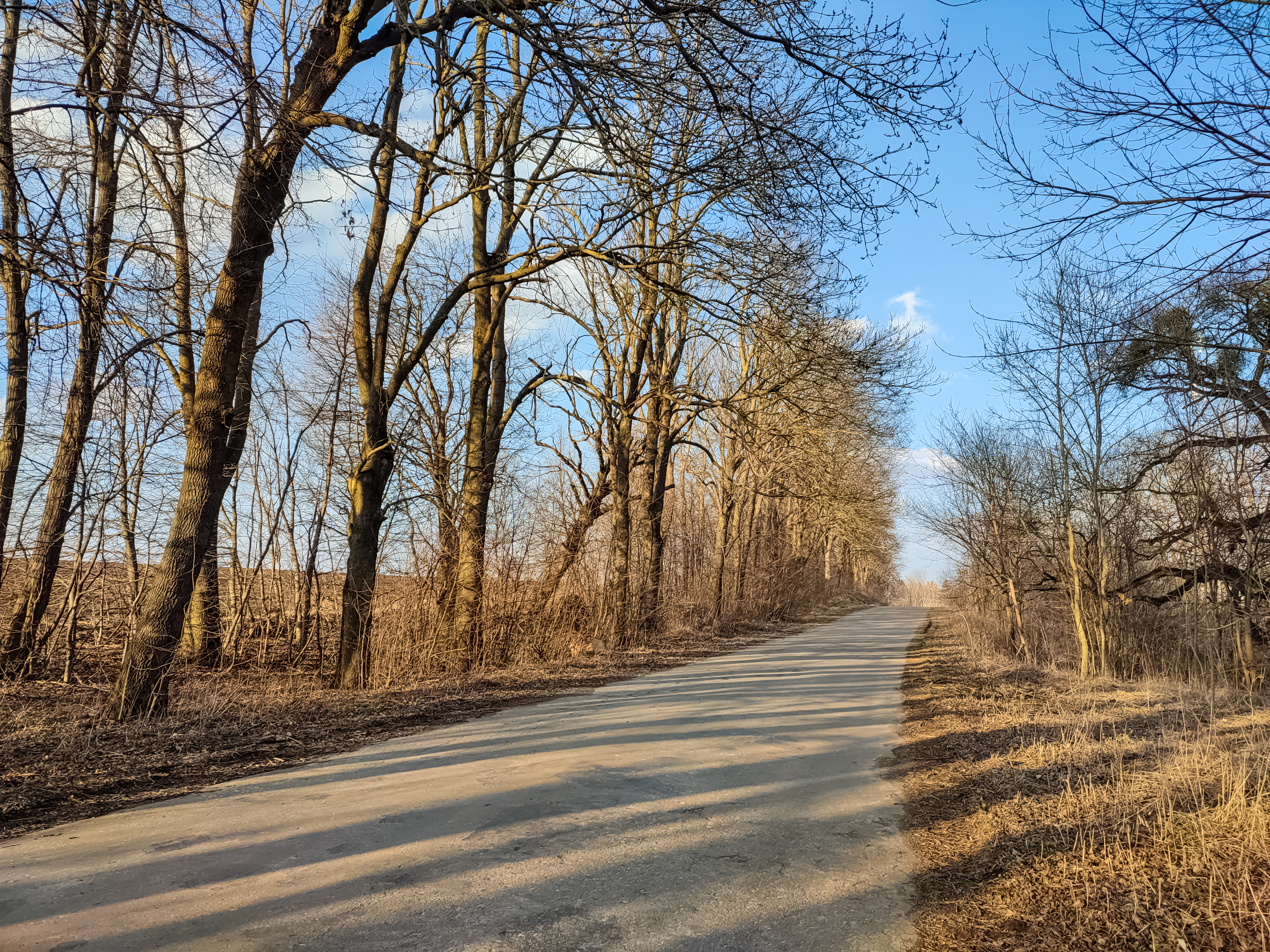
Дорога на Гнатівці
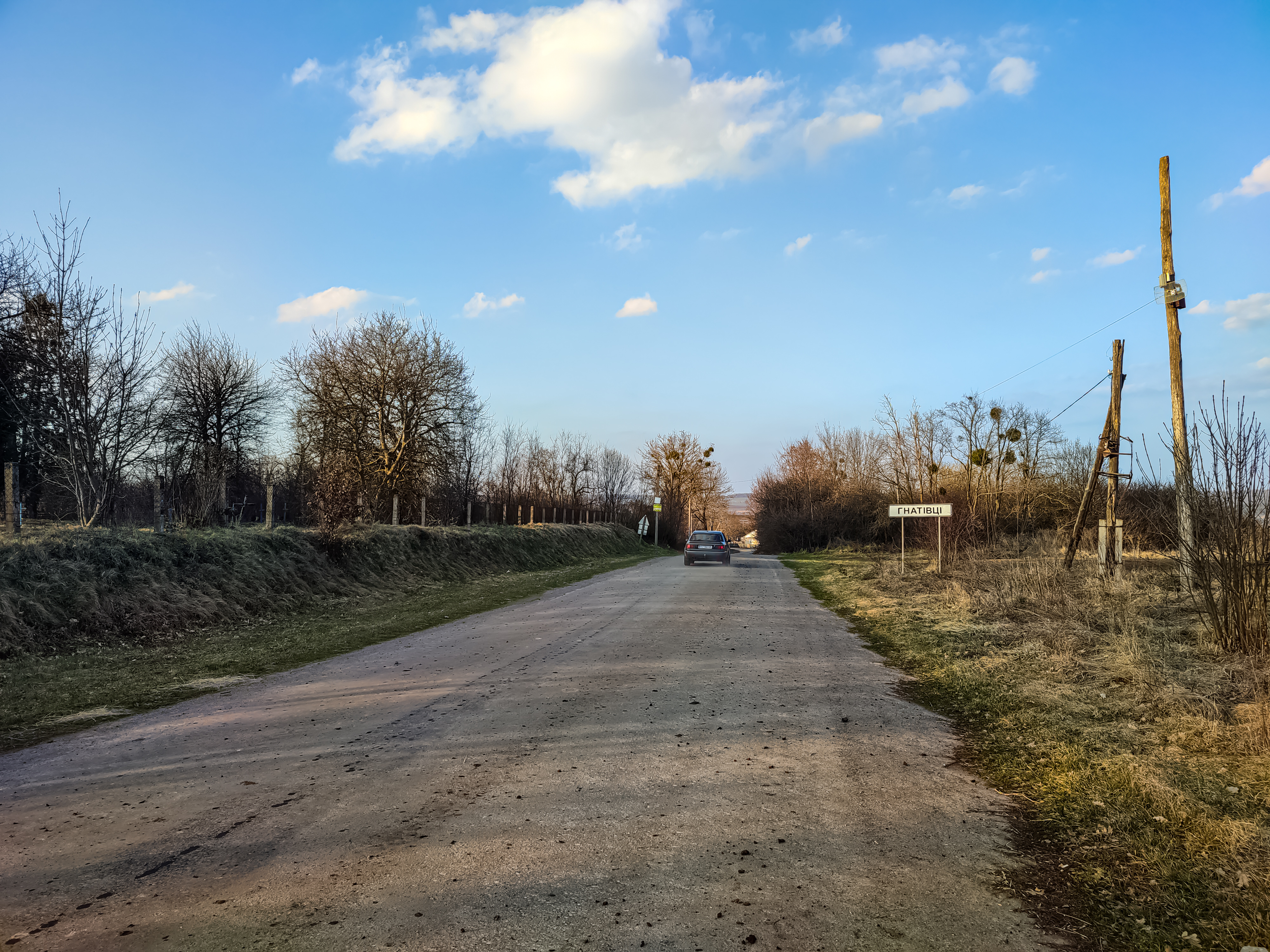
Знак при в'їзді в село
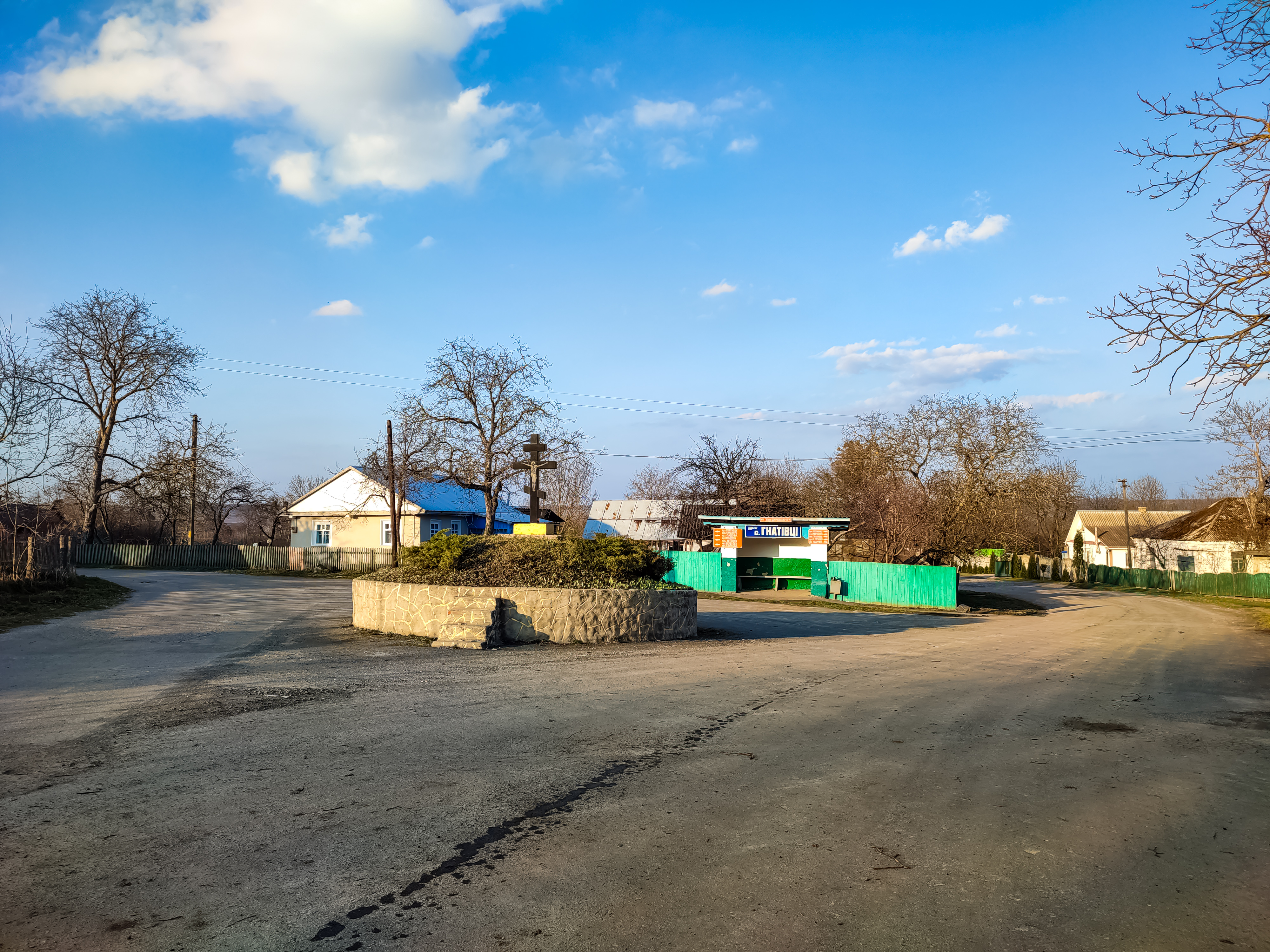
Хрест та автобусна зупинка
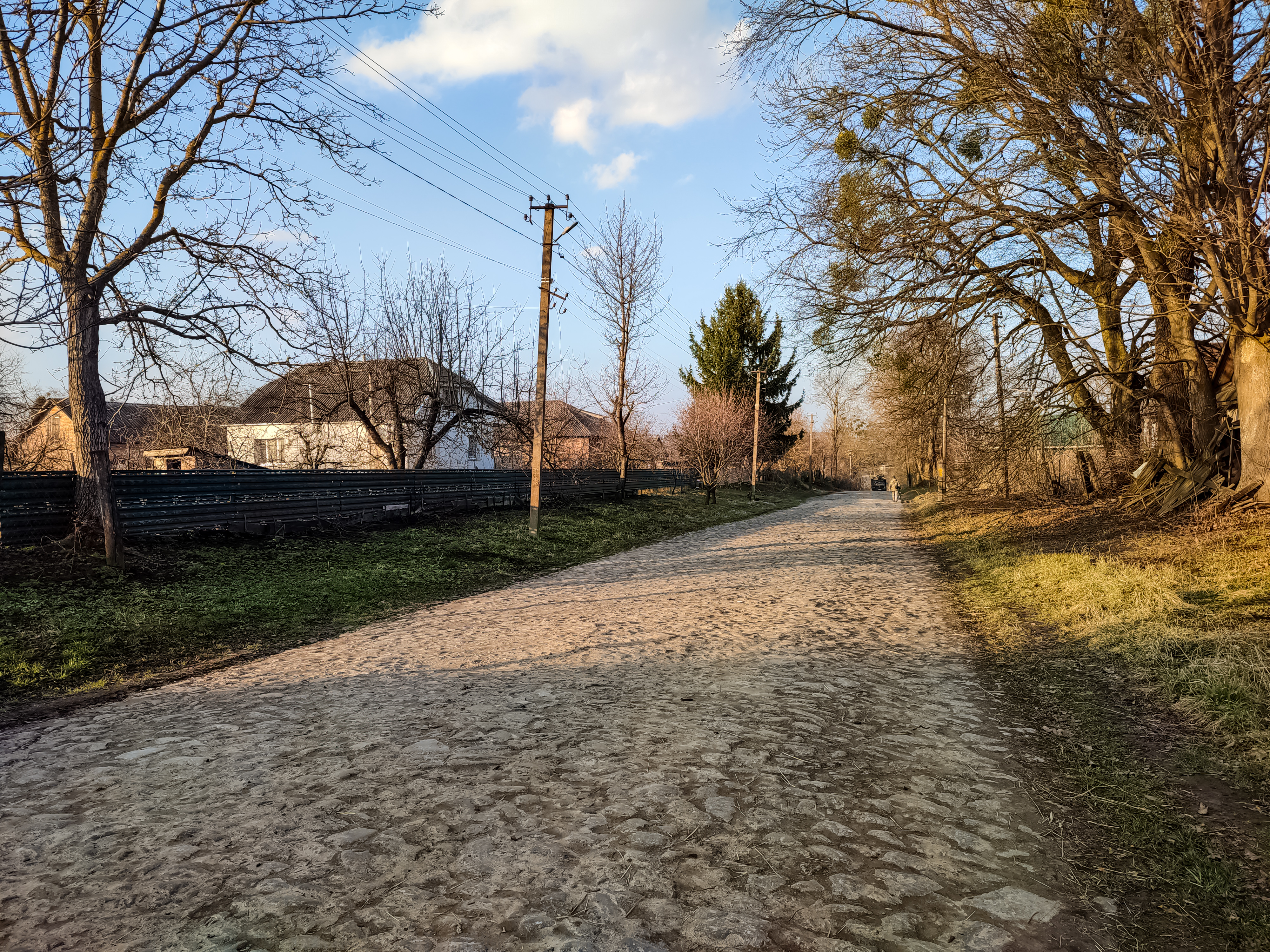
Бруківка на одній із сільських вулиць
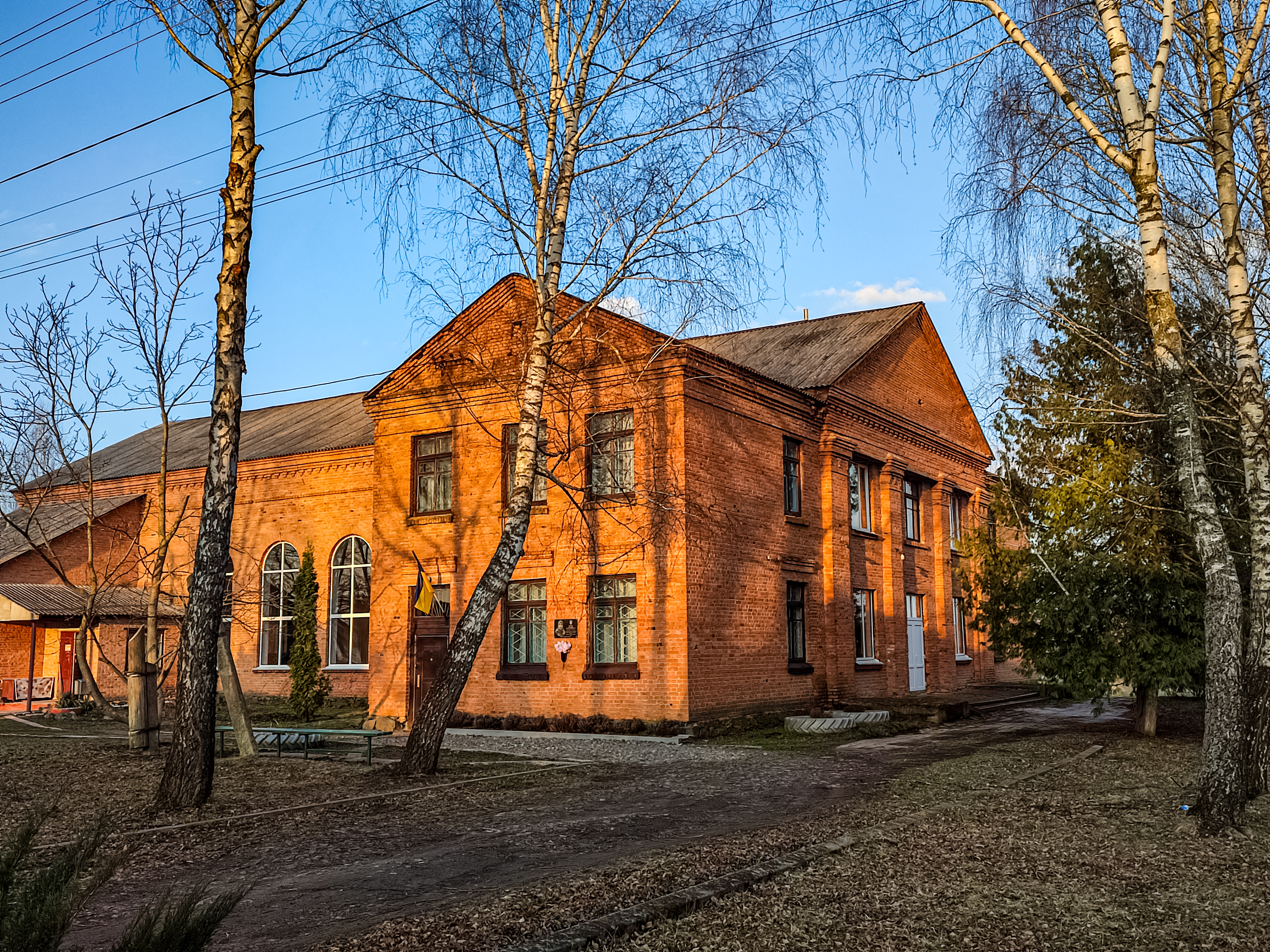
Будинок культури та пошта
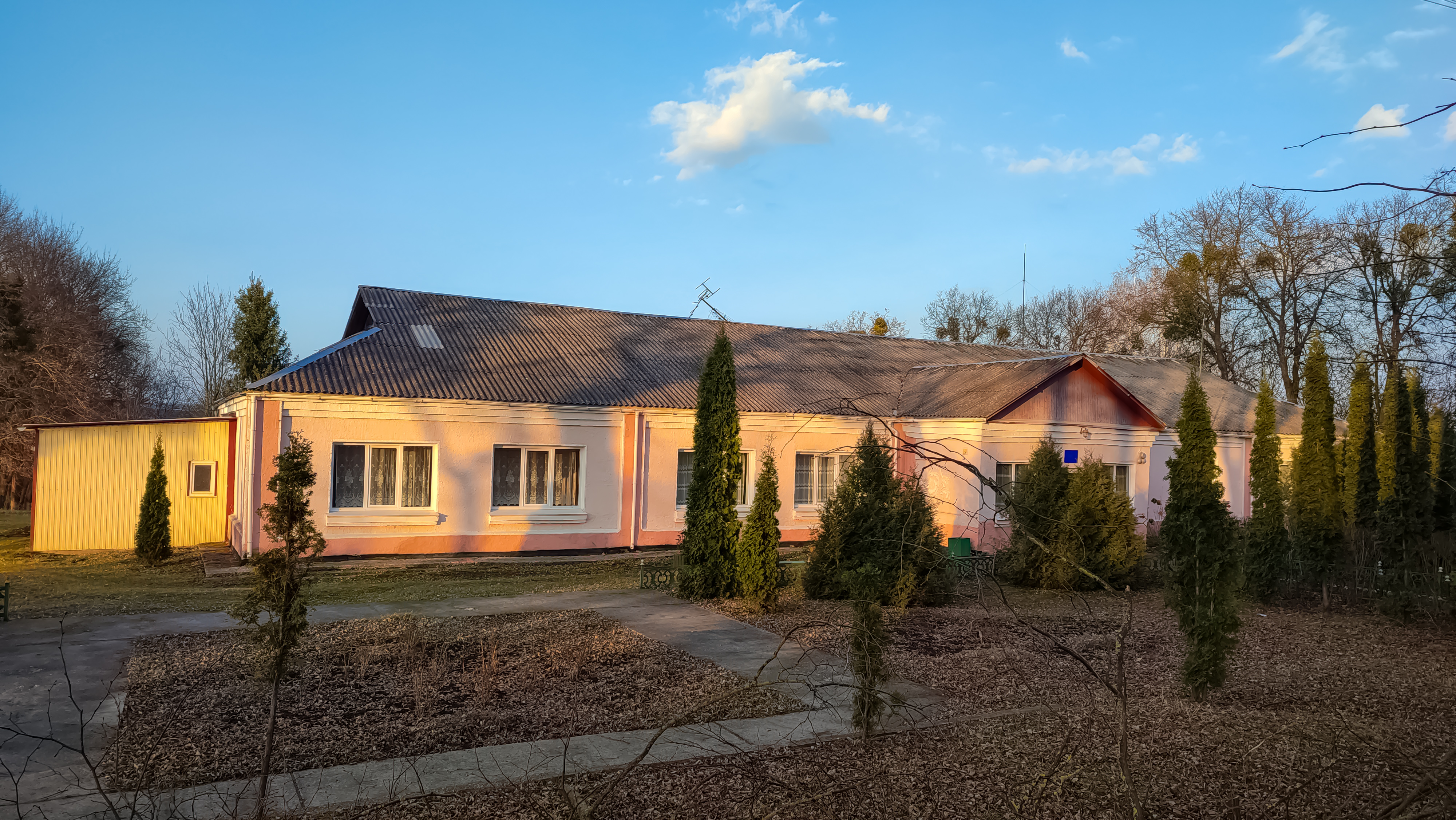
Сільська школа
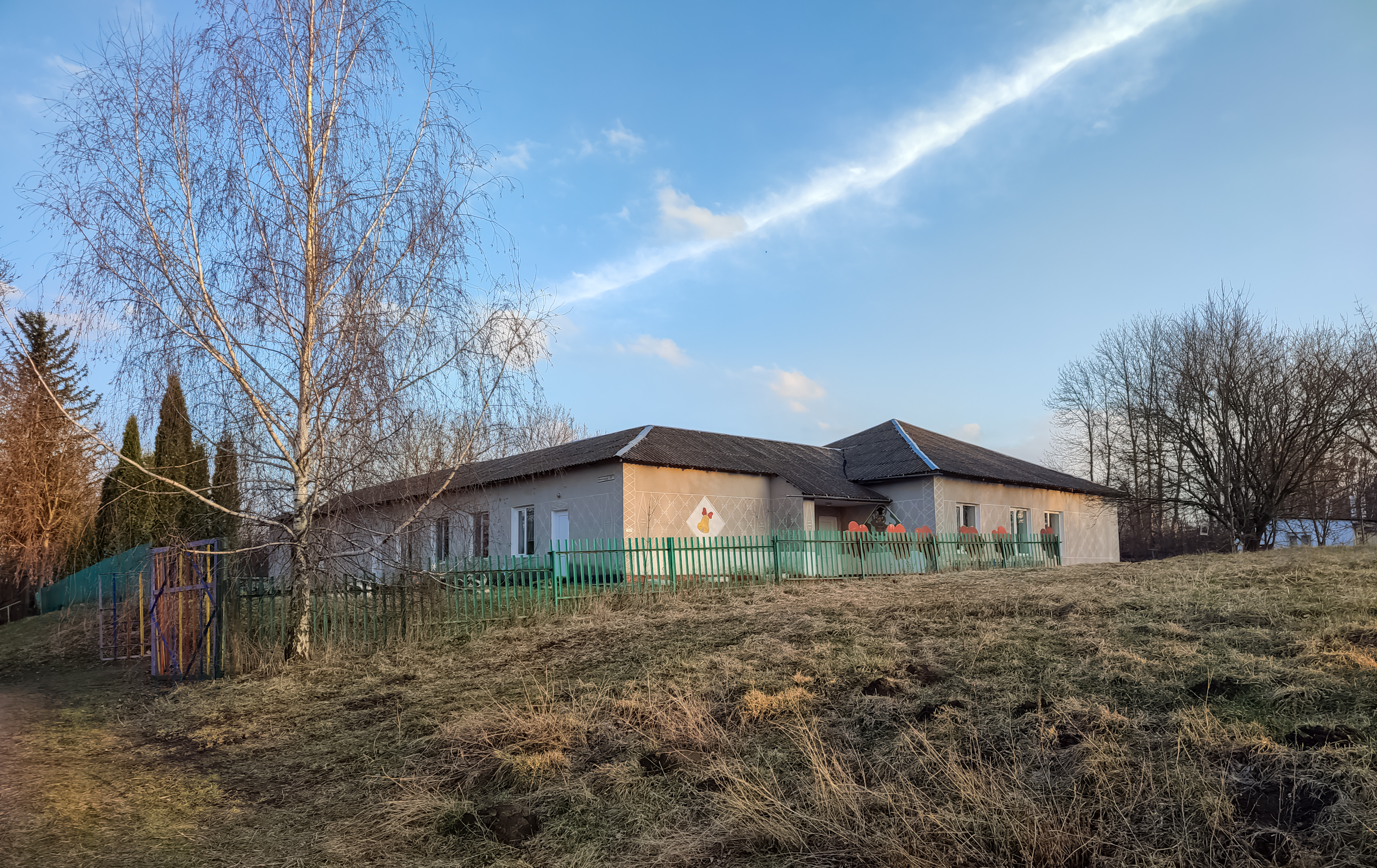
Дитячий садок
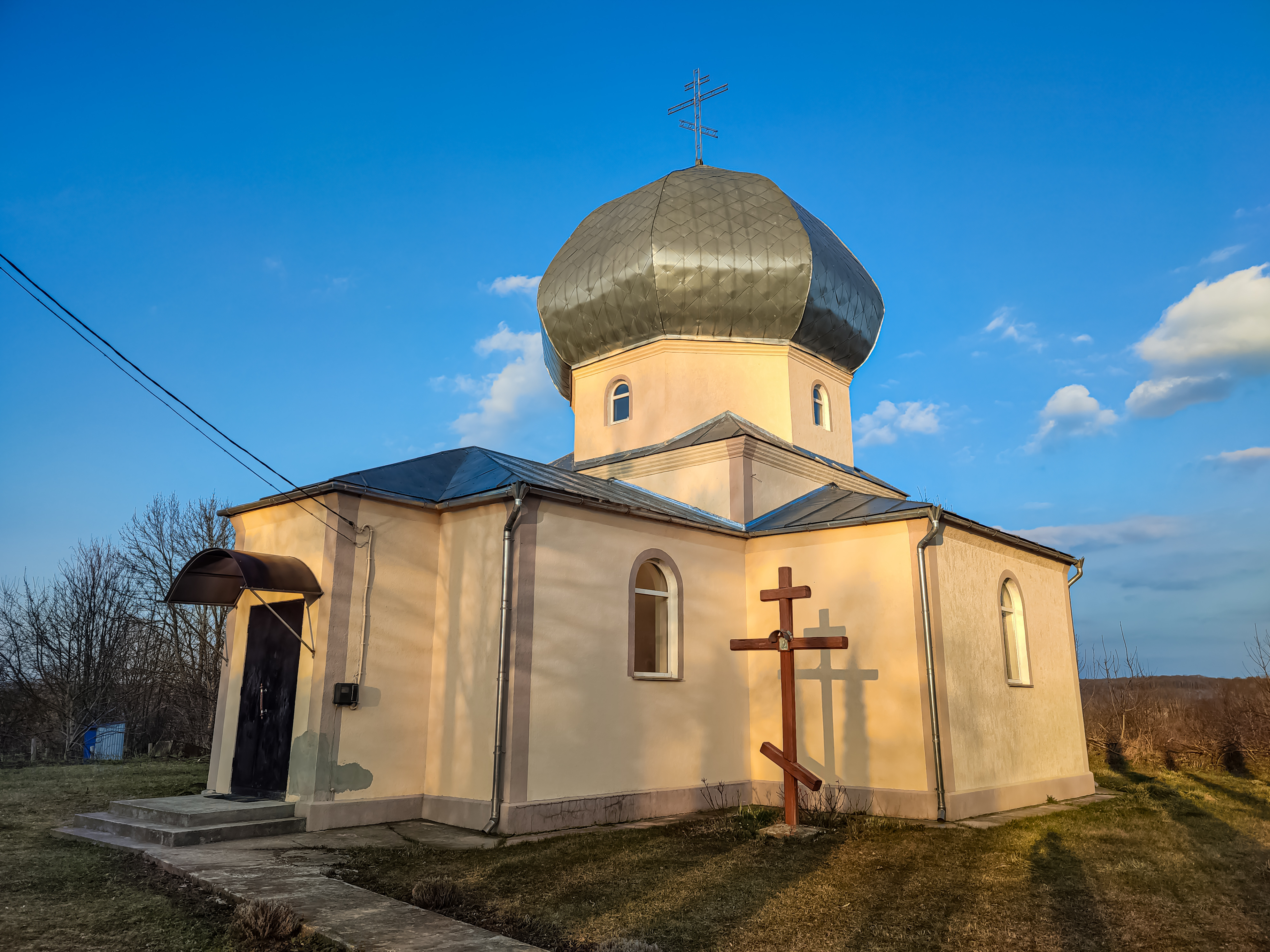
Церква Казанської ікони Божої Матері
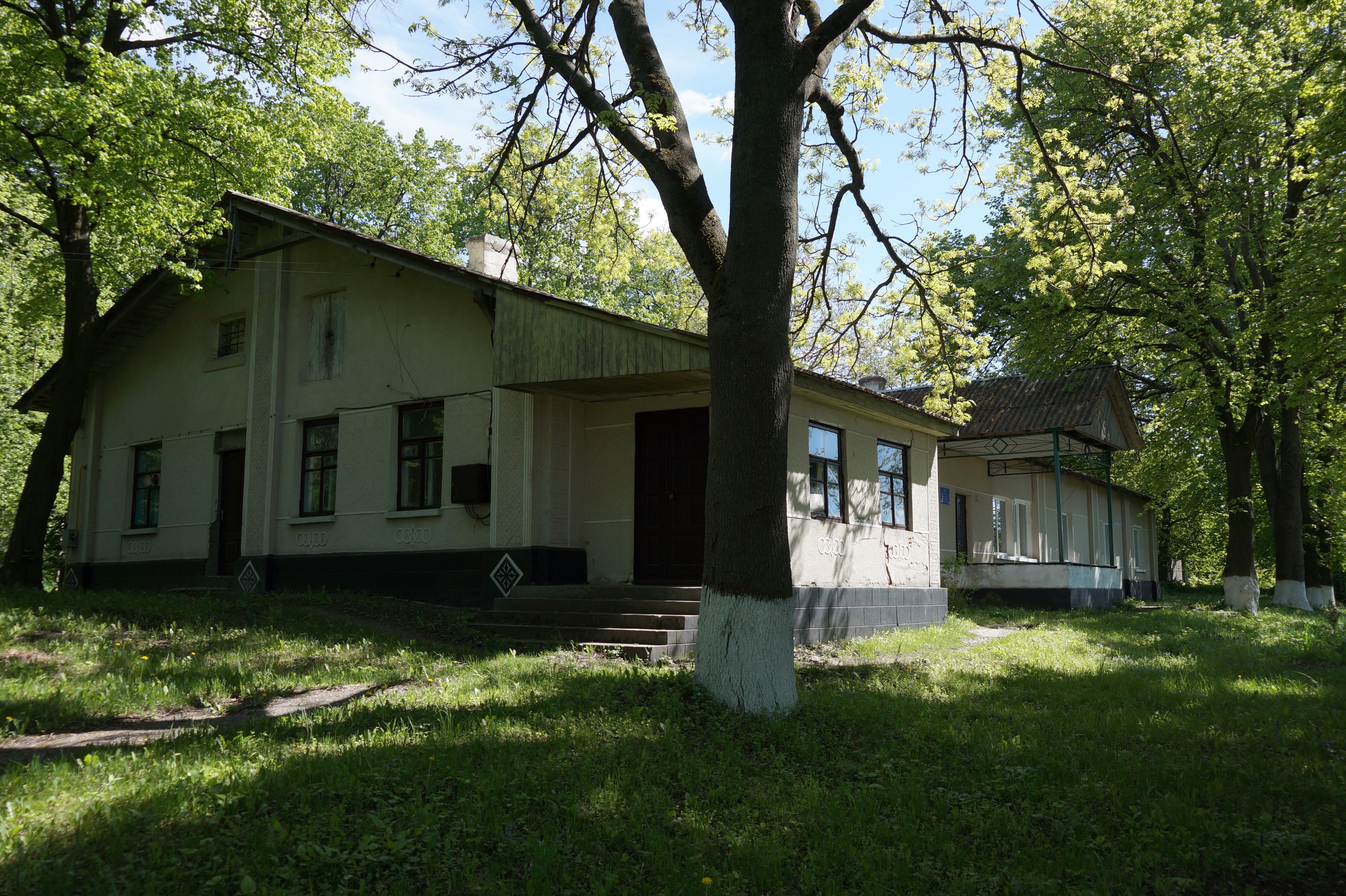
Економія Скибинецьких
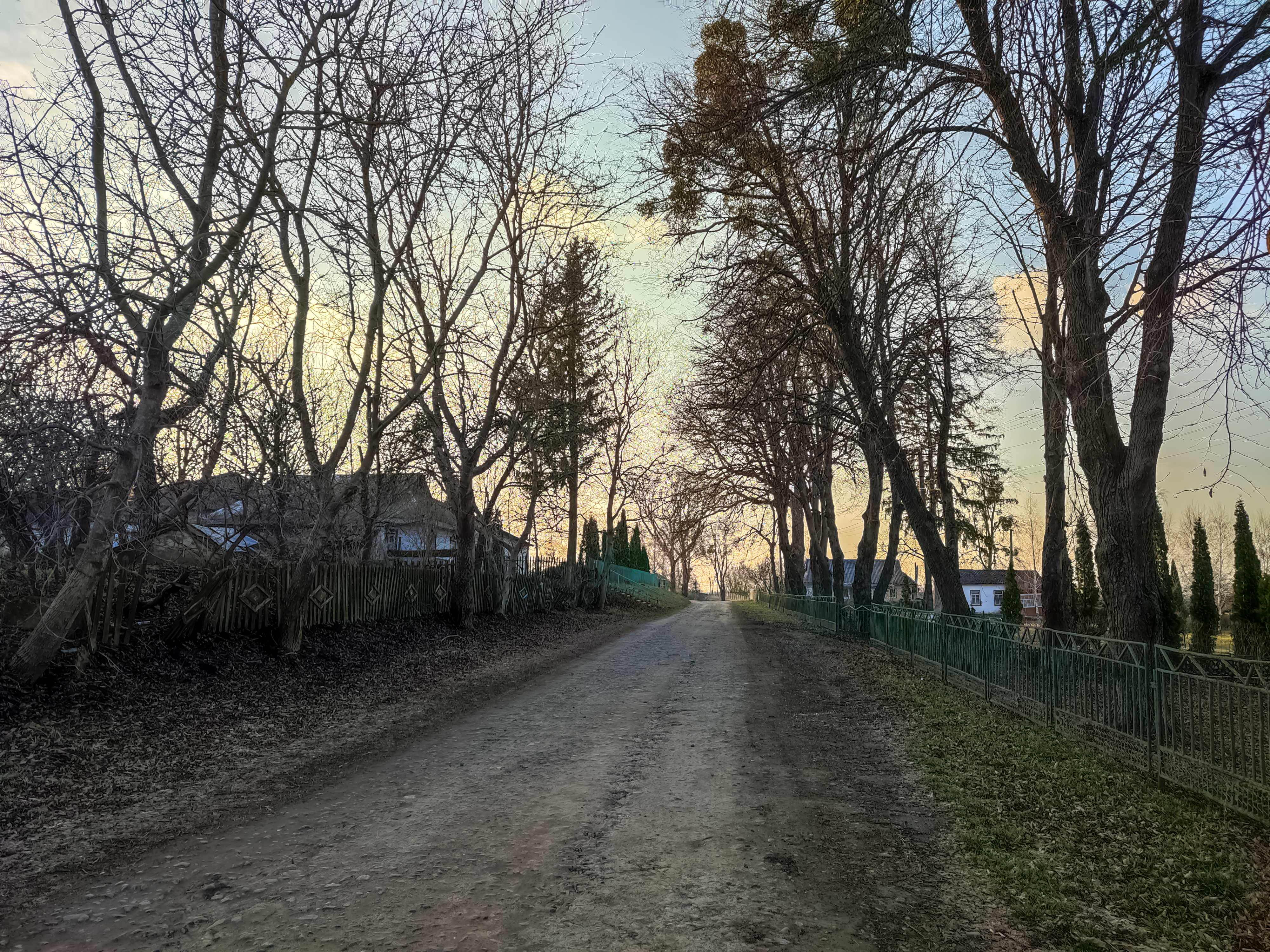
Вулиця Центральна поблизу школи
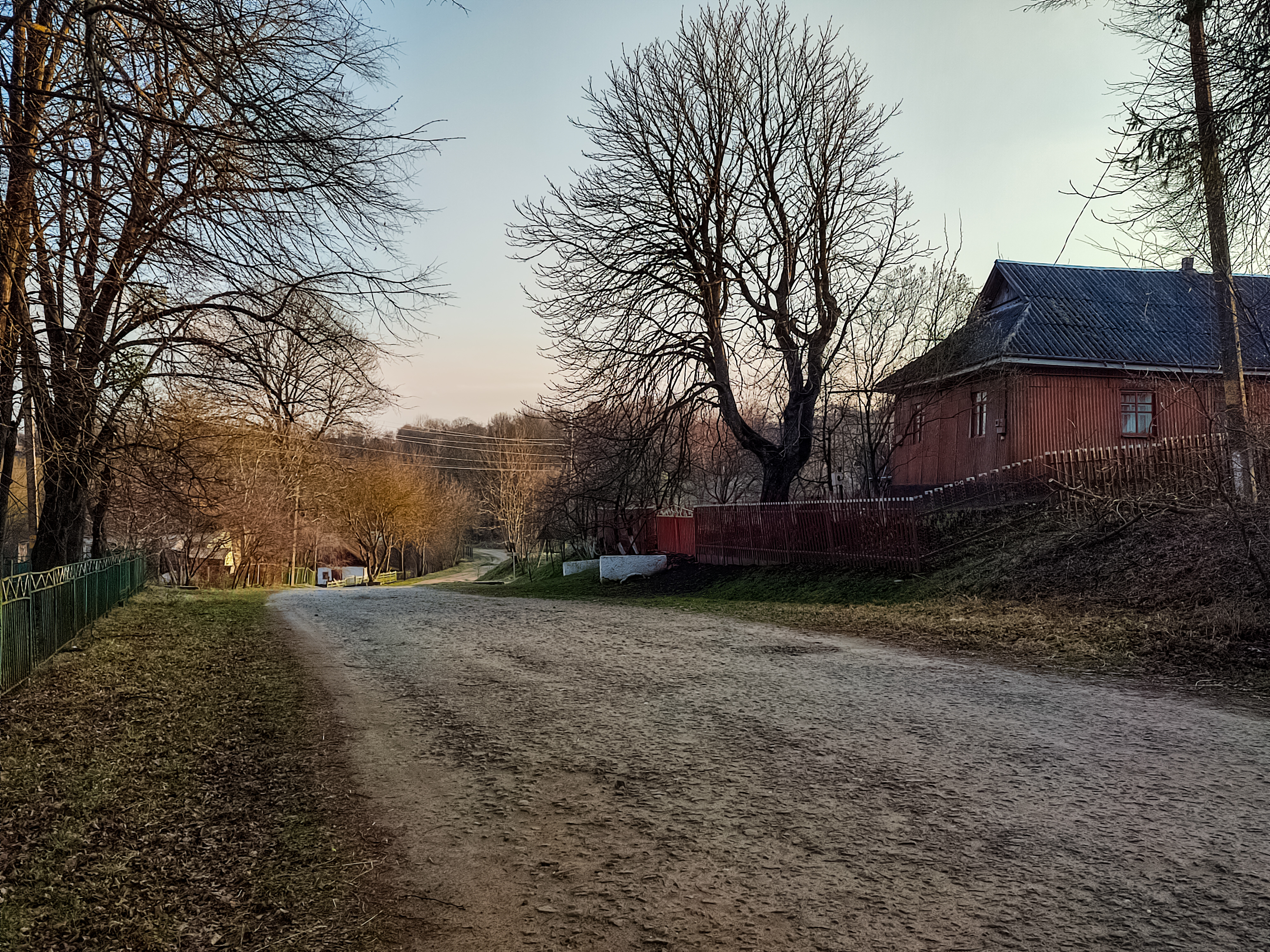
Вулиця Центральна
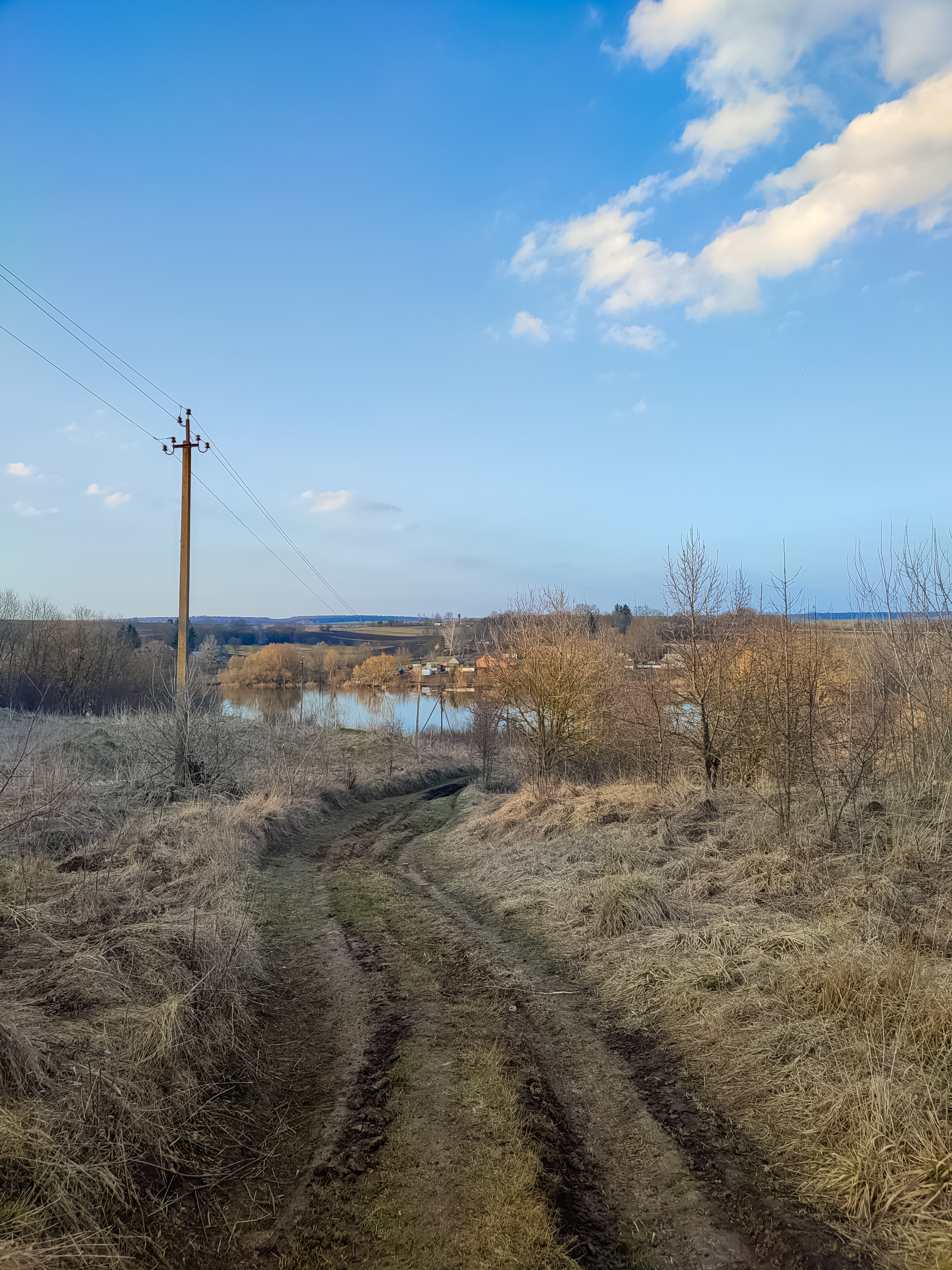
Весняний пейзаж в селі
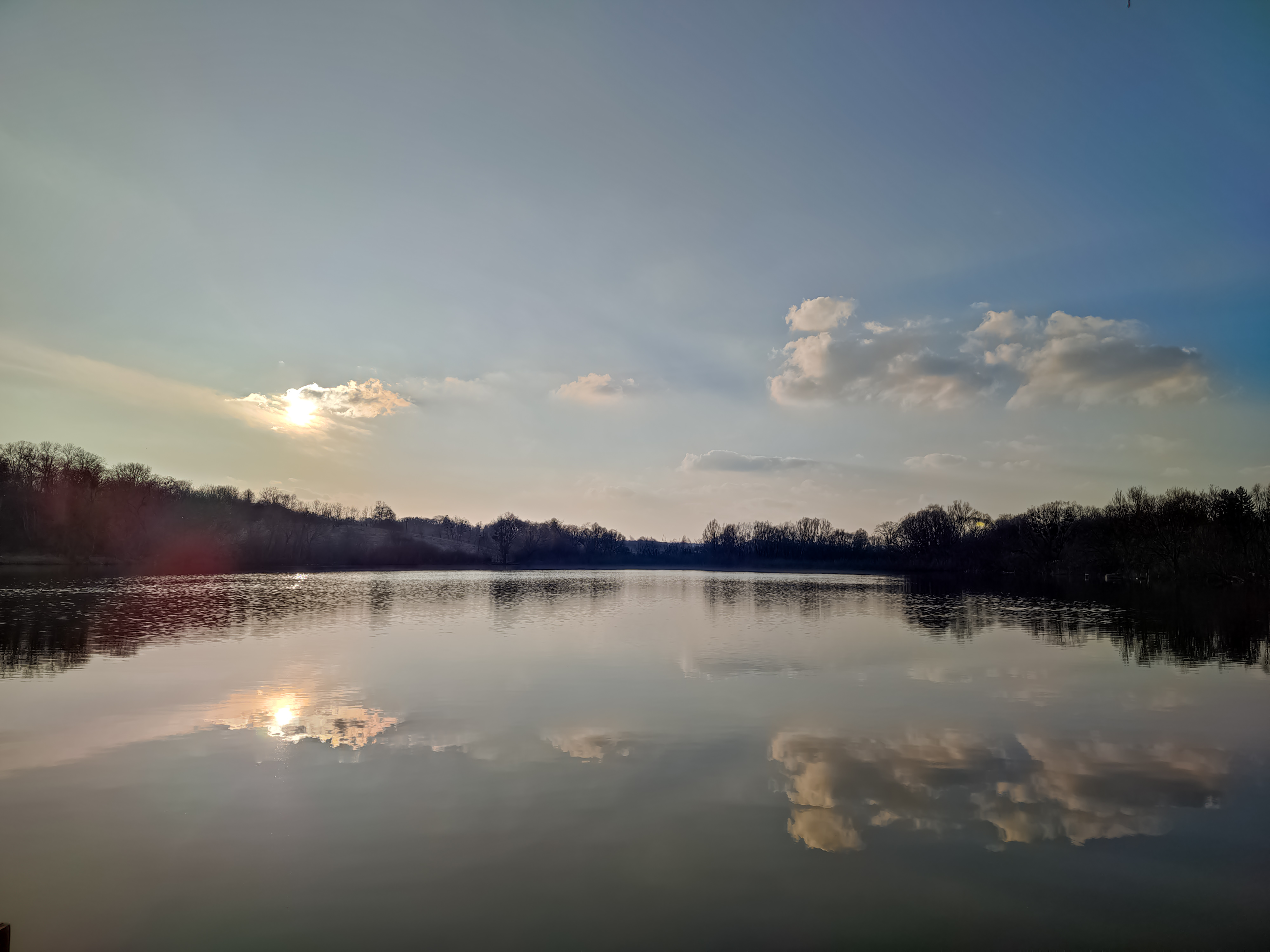
Сільський ставок
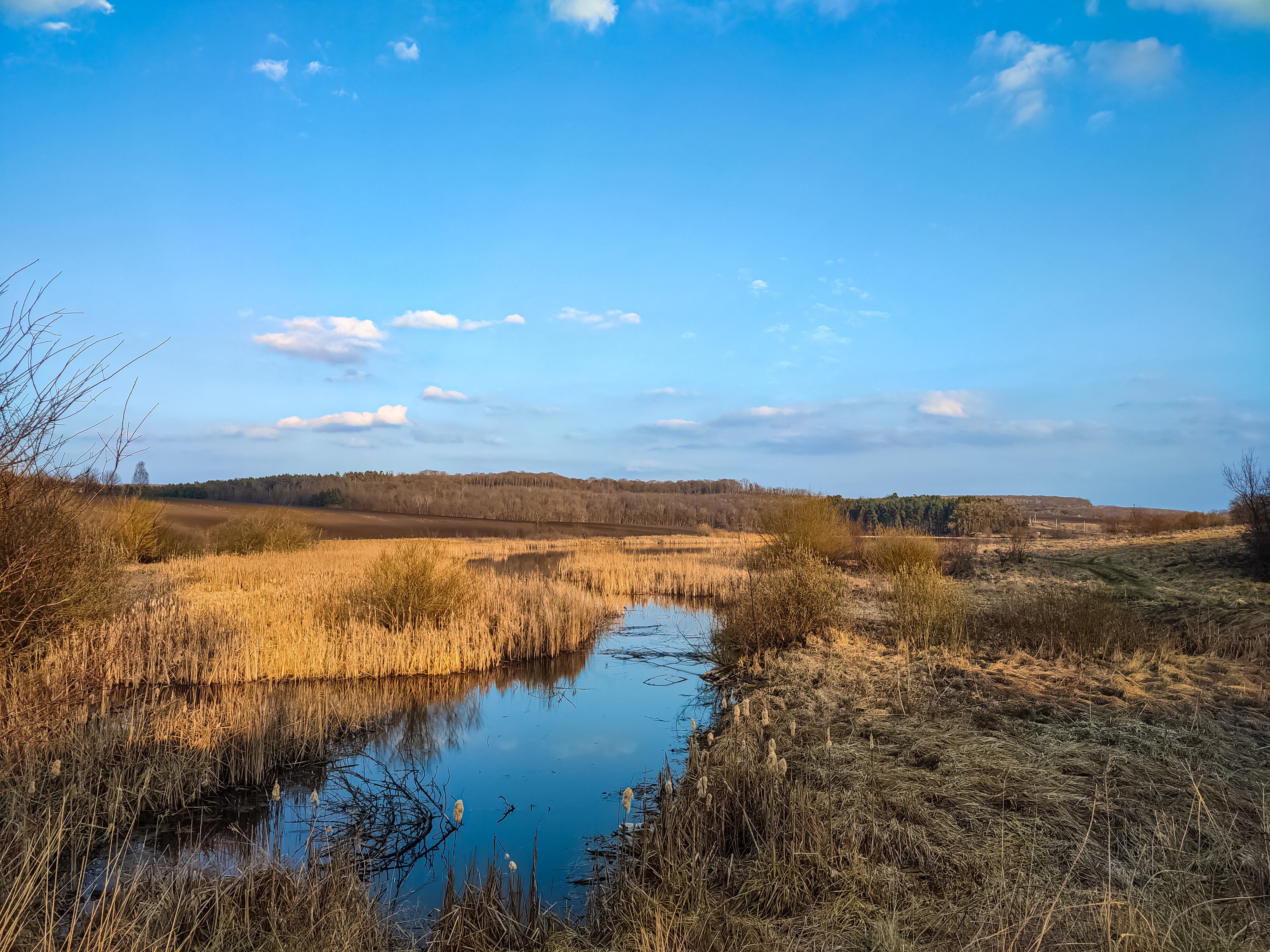
Невелика річка неподалік села